# Sissel Kyrkjebø
Sissel Kyrkjebø (ur. 24 czerwca 1969 w Bergen w Norwegii), znana także jako Sissel – norweska piosenkarka.
Znana z duetów z Plácidem Domingiem, Charles’em Aznavourem, Neilem Sedaką, Warrenem G, Joshem Grobanem i The Chieftains, a także z wykonania hymnu olimpijskiego podczas ceremonii otwarcia i zamknięcia zimowych igrzysk w Lillehammer w 1994.
Swojego głosu użyczyła również na ścieżce dźwiękowej do obrazu Titanic Jamesa Camerona, gdzie wyśpiewała główny temat muzyczny (wokalizę), na którego kanwie powstał wielki przebój Céline Dion My Heart Will Go On do słów Willa Jenningsa, również wykorzystany w filmie.
W 1999 wzięła udział w nagraniu płyty Silent Night A Christmas in Rome wraz z The Chieftains & Friends (płyta nagrana na żywo w Rzymie z występu różnych artystów dla papieża Jana Pawła II.
Wzięła udział w nagraniu ścieżki dźwiękowej do filmu Władca Pierścieni: Powrót króla (w utworze The Last Debate).
8 października 2005 została kawalerem I klasy Orderu Świętego Olafa.

## Nagrody i wyróżnienia
| Rok  | Kategoria          | Tytułem         | Nagroda          | Nota      | Źródło |
| ---- | ------------------ | --------------- | ---------------- | --------- | ------ |
| 1986 | Årets Spellemann   | Sissel Kyrkjebø | Spellemannprisen | Laur      | [ 6 ]  |
| 1989 | Underholdingmusikk | Soria Moria     | Spellemannprisen | Nominacja | [ 6 ]  |
| 2006 | Årets Hederspris   | Sissel          | Spellemannprisen | Laur      | [ 6 ]  |